# Brooks (entreprise)
Pour les articles homonymes, voir Brooks.
Brooks est un équipementier sportif des États-Unis, connu pour ses chaussures depuis 1970.

## Histoire
La société est fondée en 1914 par Morris Goldenberg. Brooks Sports est une des fabriques de chaussures de sport les plus anciennes d’Amérique.
Brooks a commencé par fabriquer du matériel pour le baseball et le football.
La société Brooks a émergé dans les années 1970 avec le développement mondial du jogging, du running, en tant que manufacture de chaussures de course à pied. Marque innovante et marginale, derrière les grands noms des équipementiers sportifs, par exemple un de leurs modèles en 1980 avait pour semelle du caoutchouc de récupération de pneus d'avions. Elle est la première, en particulier, à prendre en compte les soucis anatomiques de coureurs subissant la pronation du pied, par le lancement d'une chaussure spécifique en 1982.
Depuis, certaines technologies ont été développées par Brooks, par exemple l'éthylène-acétate de vinyle (EVA), les mi-semelles à double densité pour un meilleur amorti des chocs (en 1989).
- Sa devise : Respect de la course (Respect the Run)
- Brooks a équipé le Chili pour la Coupe du monde de football 2010.